# Zmrocznik liguryjski
Zmrocznik liguryjski (Hyles livornica) – owad z rzędu motyli, z rodziny zawisakowate (Sphingidae).

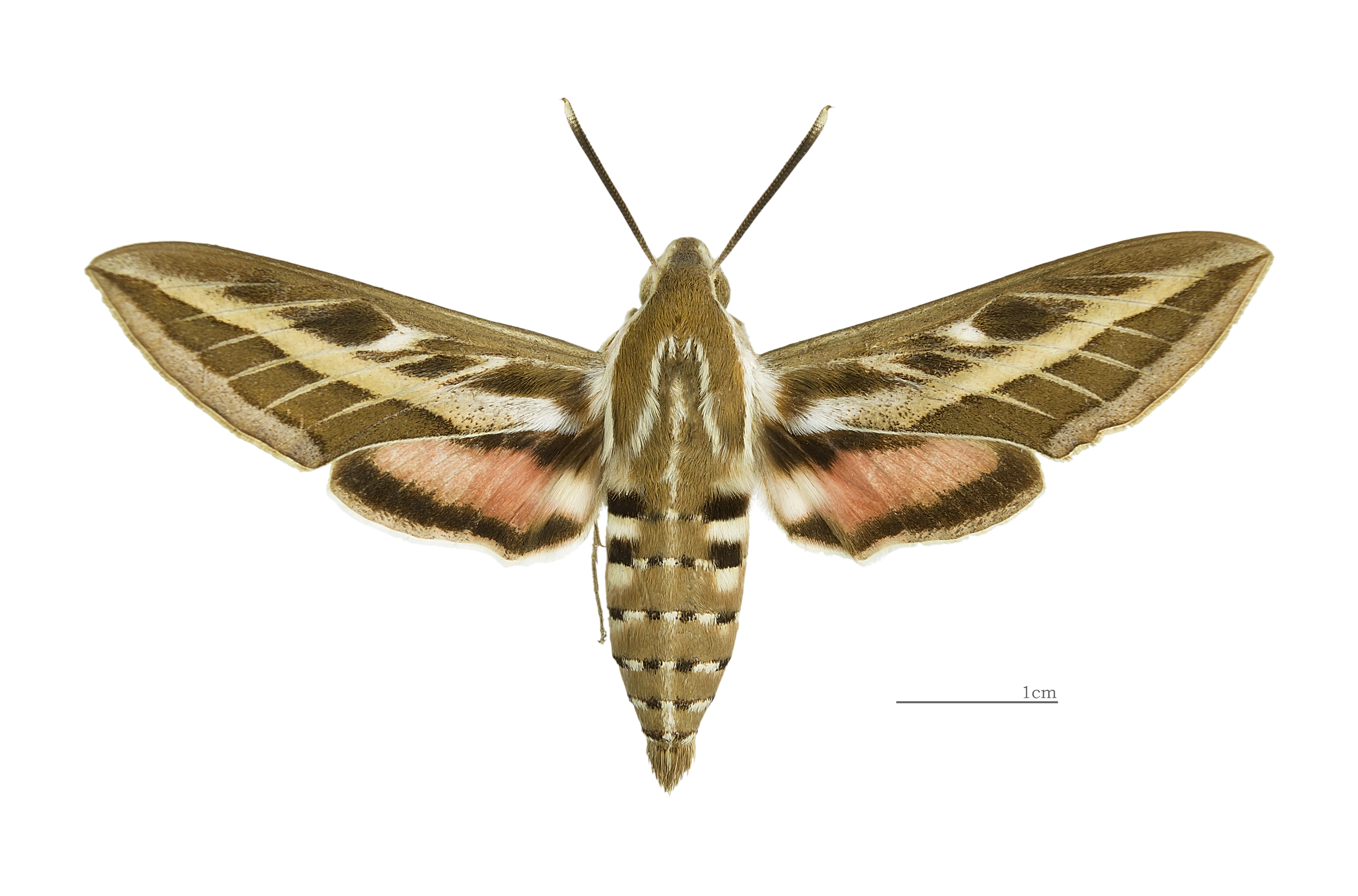
♂
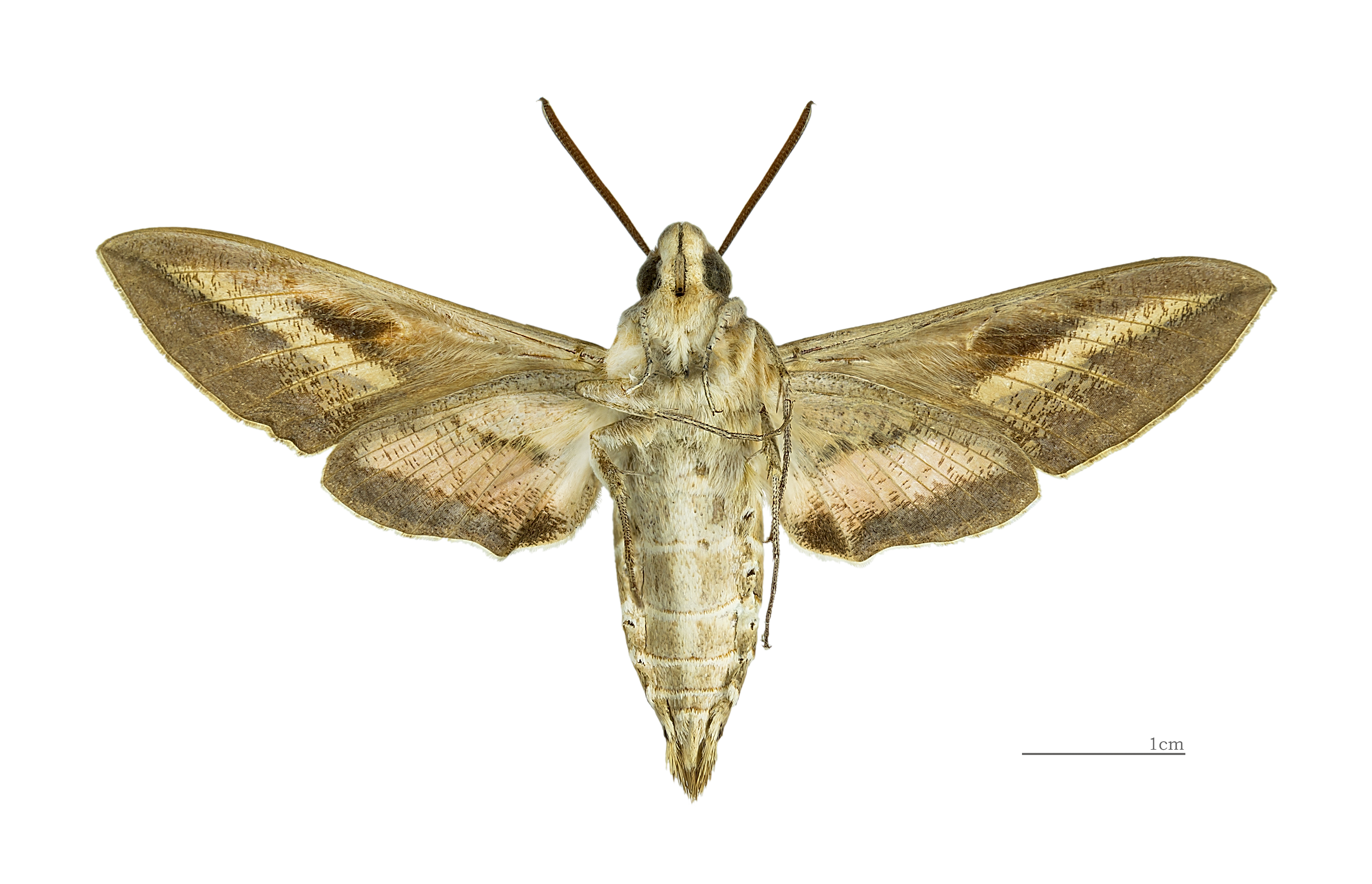
♂△
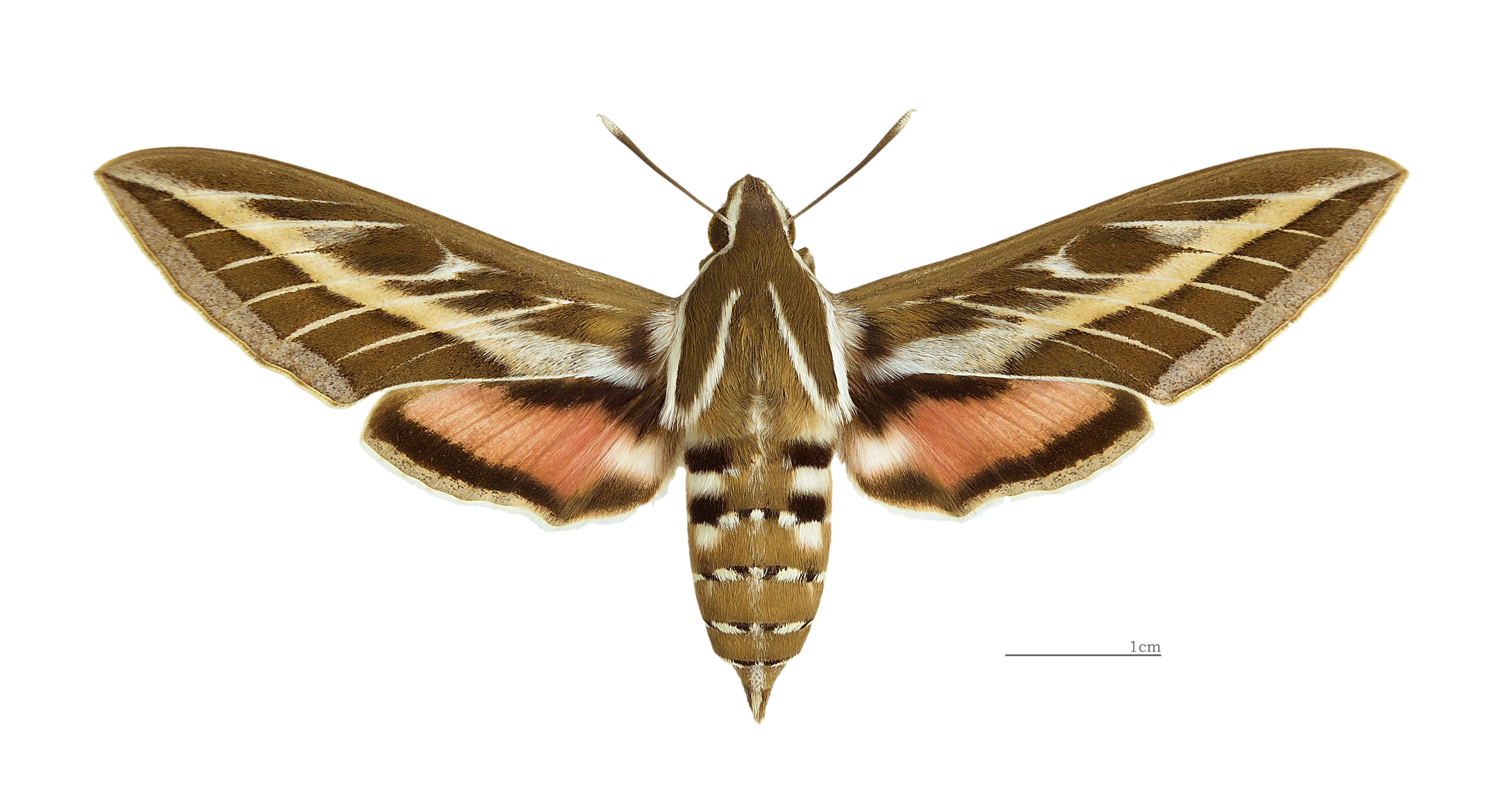
♀
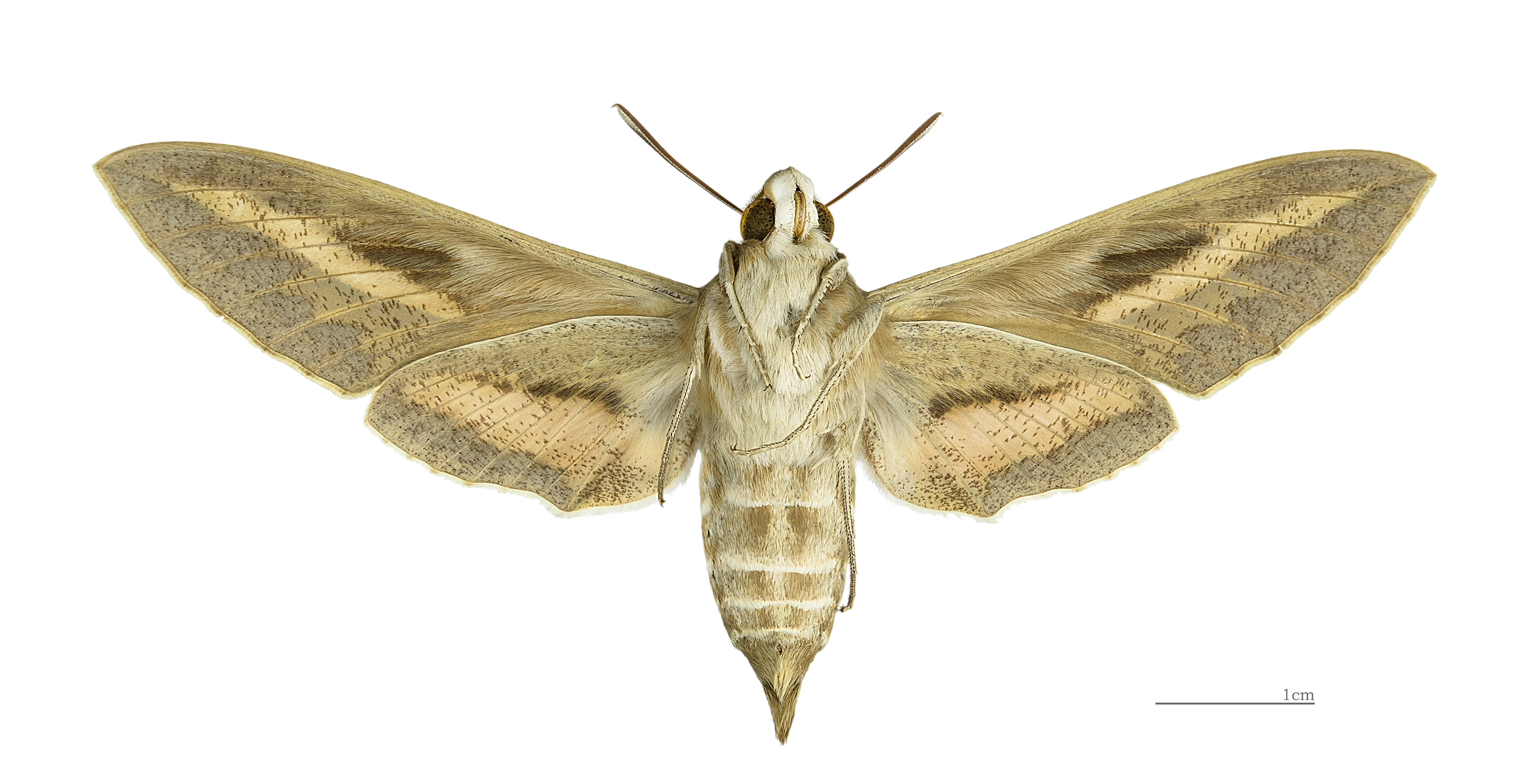
♀△